# جون دبليو. ستون
جون دبليو. ستون (بالإنجليزية: John W. Stone)‏ هو محامي وقاضي وسياسي أمريكي، ولد في 18 يوليو 1838، وتوفي في 24 مارس 1922 في الولايات المتحدة. حزبياً، نشط في الحزب الجمهوري. وقد انتخب عضو مجلس النواب الأمريكي.